# Attaque du 17 juin 2015 à Monguno
L'attaque du 17 juin 2015 à Monguno est une attaque survenue le 17 juin 2015 à Monguno, au Nigeria lorsqu'un grand sac contenant des bombes artisanales a explosé tuant au moins 12 personnes et peut-être jusqu'à 63.